# Taça Guanabara de 1967
A Taça Guanabara de 1967 foi a terceira edição da Taça Guanabara, porém não foi o primeiro turno do Campeonato Carioca de Futebol de 1967, e sim uma competição à parte, que classificava o seu campeão para a Taça Brasil de 1967. O vencedor foi o Botafogo.

## História
A vitória botafoguense foi no jogo que levou o maior público da História do confronto entre americanos e botafoguenses.
Em seis jogos o Botafogo somou cinco vitórias e uma derrota, treze gols a favor e sete contra.

## Fórmula de disputa
Os seis participantes jogaram contra os demais participantes apenas em jogos de ida no sistema de pontos corridos. Em caso de empate por pontos, jogo(s) extra(s) para decidir o título.

## Campanha do campeão
1. Botafogo 2–1 America.
2. Botafogo 1–0 Flamengo.
3. Botafogo 2–0 Fluminense.
4. Botafogo 2–3 Vasco.
5. Botafogo 3–1 Bangu.

Jogo extra
Botafogo 3–2 America.

## Decisão - Jogo extra
Tendo havido empate em número de pontos (8) durante a competição, America e Botafogo fizeram partida desempate para decidir o título.
Botafogo 3–2 America
Data: 20 de agosto de 1967.
Local: Estádio do Maracanã.
Público: 82.421 (70.254 pagantes).
Árbitro: Cláudio Magalhães.
Gols: 1° tempo: Empate 1 a 1, Paulo Cézar e Edu; Final: Empate 2 a 2, Eduardo e Paulo Cézar; Prorrogação de 20 minutos: Botafogo 1 a 0, Paulo Cézar.
BFR: Manga; Moreira, Zé Carlos, Leônidas e Waltencir; Carlos Roberto e Gérson; Rogério, Roberto, Jairzinho e Paulo Cézar. Técnico: Zagallo.
AFC: Arésio; Sérgio, Alex, Aldeci e Dejair; Marcos e Ica; Joãozinho, Antunes, Edu e Eduardo. Técnico: Evaristo de Macedo.
Obs: Jairzinho foi expulso aos 43’ do 1° tempo.

## Premiação
| Taça Guanabara de 1967       |
| Rio de Janeiro               |
| ---------------------------- |
| BOTAFOGO Campeão (1º título) |